# Yue Liang
Yue Liang (chiń. 岳良) – chiński dyplomata.
Były ambasador Chińskiej Republiki Ludowej w Królestwie Danii. Pełnił tę funkcję między lutym 1971 a lipcem 1977 roku. Był także ambasadorem w Republice Rwandy między wrześniem 1977 a czerwcem 1981.